# Sima Guang
Pour les articles homonymes, voir Sima.
Cette page contient des caractères spéciaux ou non latins. S’ils s’affichent mal (▯, ?, etc.), consultez la page d’aide Unicode.

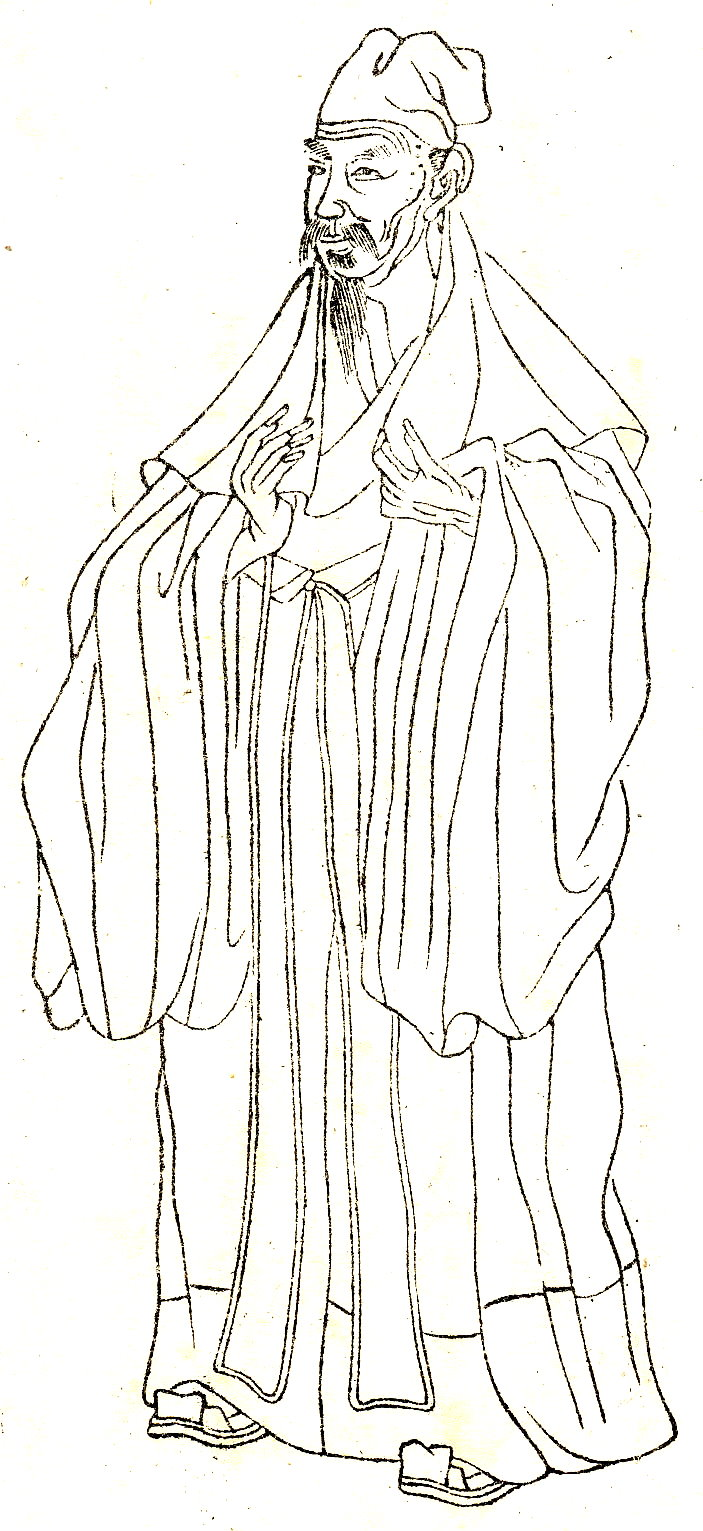
Sīmǎ Guāng tel que représenté dans le Wan hsiao tang-Chu chuang-Hua chuan（晩笑堂竹荘畫傳), publié en 1921

Sima Guang (1019-1086) (chinois : 司馬光/司马光 ; Wade-Giles : Ssu-ma Kuang ; pinyin : Sīmǎ Guāng) était un historien et érudit chinois ainsi qu'un homme d'État de la dynastie Song.

## Jeunesse
Sīmǎ Guāng est né dans la ville qui est de nos jours Yuncheng (Shanxi) d'une famille riche et, encore jeune, a été reconnu en tant qu'officier ainsi qu'érudit. À vingt ans, il passe l'examen impérial de plus haut niveau, le jìnshì (進士, « lettré présenté »). Il est nommé à de nombreux postes officiels les années suivantes.

## Travaux
En 1064, Sima a présenté à l'empereur Yingzong un ouvrage en cinq volumes, le Liniantu (歷年圖, « Charte des années successives »). Ce livre, qui résume chronologiquement l'histoire de la Chine de -403 à 959, était comme un prospectus pour obtenir commande de son plus ambitieux projet qui sera le Tongzhi. Les dates retenues correspondent, pour -403 au début de la période des Royaumes combattants, lors de la division de l'ancien État de Jin qui a finalement conduit à l'établissement de la dynastie Qin (-220) ; et pour 959 à la fin de la période des Cinq Dynasties et des Dix Royaumes et au commencement de la dynastie Song.
Sima présente en 1066 son Tongzhi (通志, « Annales compréhensives »), ouvrage plus détaillé, exposant en huit volumes la chronique de l'histoire chinoise de -403 à -207 (qui marque la fin de la dynastie Qin). L'empereur le commissionne alors pour une histoire universelle de la Chine, lui donnant accès intégral aux bibliothèques impériales et le finançant ; des assistants lui sont assignés, dont Liu Ban (劉攽, 1022-1088), Liu Shu (劉恕, 1032-1078) et Fan Zuyu (范祖禹, 1041-1098). 
Lorsque l'empereur meurt en 1067, Sima est invité à présenter son travail à son successeur, Shenzong. Le nouvel empereur confirme l'intérêt de son père et demande de changer le titre Tongzhi (« Annales compréhensives ») en Zizhi Tongjian (« Miroir compréhensif pour aider le gouvernement »), formule plus honorifique.
Au siècle suivant, Zhu Xi donnera une compilation du Zizhi Tongjian, le Tongjian Gangmu (en) (1172), rendu célèbre par la traduction de De Mailla en douze volumes sous le titre de Histoire générale de la Chine ou Annales de cet empire (1777-1783).

## Autres références
- De Mailla, Histoire générale de la Chine ou Annales de cet empire, douze volumes, Paris, 1777-1783 (lire en ligne sur Archive).
- De Crespigny, Rafe, chapitre Universal Histories dans Essays on the Sources for Chinese History, pages 64–70. Édité par Donald D. Leslie, Colin Mackerras, Wang Gungwu, publié par University of South Carolina Press, 1973.
- Ji xiao-bin. (2005). Politics and Conservatism in Northern Song China: The Career and Thought of Sima Guang (1019-1086). Hong Kong: Chinese University Press.  (ISBN 962-996-183-0)
- Pulleyblank, Edwin G. (1961). "Chinese Historical Criticism: Liu Chih-chi and Ssu-ma Kuang" in Historians of China and Japan, William G. Beasley and Edwin G. Pulleyblank, eds., Oxford: Oxford University Press, p. 135-66.
- Joseph P Yap. (2009). Wars With the Xiongnu - A translation From Zizhi tongjian. Extract translations on Qin, Han, Xin and Xiongnu and Introduction. AuthorHouse.  (ISBN 978-1-4490-0604-4)